# Seznam majáků v Izraeli
Majáky v Izraeli se nacházejí na celém 273 km dlouhém západním pobřeží Středozemního moře a v Akabském zálivu v Rudém moři. Hlavní přístavy Izraele jsou Haifský přístav a Ašdodský přístav ve Středozemním moři a Ejlatský přístav v Akabském zálivu v Rudém moři. Mimo majáku Ejlat jsou všechny na pobřeží Středozemního moře mezi Ašdodem na jihu a Akko na severu. Funkční majáky jsou spravovány izraelským úřadem Shipping and Ports, statutárním orgánem Ministerstva dopravy Izraele (Ministry of Transport and Road Safety).
| Název majáku         | Stav      | Obrázek | Souřadnice                  | Město     | Výška světla [m n. m.] | Charakteristika | Admirality | NGA         | ARLHS   | Dosah         |
| -------------------- | --------- | ------- | --------------------------- | --------- | ---------------------- | --------------- | ---------- | ----------- | ------- | ------------- |
| Akko                 | aktivní   |         | 32°55′9.43″N 35°3′59.22″E   | Akko      | 16                     | Fl (2) W 7s.    | E5944      | 113-21204   | ISR-003 | 10 nm (19 km) |
| Haifa Lee Breakwater | aktivní   |         | 32°49′22.36″N 35°0′31.19″E  | Haifa     | 14                     | Fl R 3s.        | E5947      | 113-21220   |         | 7 nm (13 km)  |
| Stella Maris         | aktivní   |         | 32°49′41.25″N 34°58′0.56″E  | Haifa     | 179                    | Fl W 5s.        | E5945      | 113-21212   | ISR-004 | 30 nm (56 km) |
| Michmoret            | aktivní   |         | 32°24′9.69″N 34°52′2.21″E   | Michmoret | 14                     | AI FI W R 15s.  | E5956      | 113-21236   | ISR-006 | 10 nm (19 km) |
| Herzlija             | aktivní   |         | 32°9′56.9″N 34°47′33.35″E   | Herzlija  | 15                     | Fl G 5s         | E5957      | 113-21238   |         | 12 nm (22 km) |
| Reading              | neaktivní |         | 32°6′12.86″N 34°46′37.11″E  | Tel Aviv  |                        |                 | E5958      |             |         |               |
| Jaffa                | neaktivní |         | 32°3′12.45″N 34°45′1.82″E   | Jaffa     |                        | Fl (4) W 14s    | N5962.5    | 113-21258   | ISR-005 |               |
| Ašdod                | aktivní   |         | 31°48′50.06″N 34°38′46.79″E | Ašhdod    | 76                     | Fl (3) W 20s.   | E5967      | 113-21260   | ISR-001 | 22 nm (41 km) |
| Marina               | aktivní   |         | 31°41′6.93″N 34°33′22.04″E  | Aškelon   |                        | Fl (2) G 5s     | E5970.5    | 113-21272.1 |         | 7 nm (13 km)  |
| Coal Jetty           | aktivní   |         | 31°38′25.68″N 34°31′11.88″E | Aškelon   |                        | Fl (2) G 6s.    | E5971      | 113-21272.2 |         |               |

| Název majáku | Stav    | Obrázek | Souřadnice                 | Město  | Výška světla [m n. m.] | Charakteristika | Admirality | NGA       | ARLHS   | Dosah         |
| ------------ | ------- | ------- | -------------------------- | ------ | ---------------------- | --------------- | ---------- | --------- | ------- | ------------- |
| Ejlat        | aktivní |         | 29°30′1.14″N 34°54′54.78″E | Elijat | 64                     | Fl W 10s        | E6042      | 112-30436 | ISR-002 | 21 nm (39 km) |